# Les lèvres rouges
Les lèvres rouges (Brasil: Escravas do Desejo ) é um filme belga/franco/germano de 1971, do gênero horror,  dirigido por Harry Kümel, roteirizado pelo diretor, Pierre Drouot, Jean Ferry e Manfred R. Köhler, música de  François de Roubaix.

## Sinopse
Uma condessa e sua belíssima companheira, iniciam frenético e violento jogo de sedução ao se aproximarem de um casal hospedado em um extravagante hotel.

## Elenco
- Delphine Seyrig ....... Condessa Bathory
- John Karlen ....... Stefan
- Danielle Ouimet ....... Valerie
- Andrea Rau ....... Ilona Harczy
- Paul Esser
- Georges Jamin ....... Policial aposentado
- Joris Collet ....... Mordomo
- Fons Rademakers ....... Mãe